# José María Sánchez-Silva y García-Morales
José María Sánchez-Silva y García-Morales (Madrid, 11 de noviembre de 1911 - Madrid, 13 de enero de 2002) fue un escritor español. Famoso como escritor para público infantil, es el único español que ha obtenido el Premio Andersen.

## Biografía
Su padre, José María Sánchez Silva, era un periodista próximo al anarquismo, que escribía en el diario La Tierra y que se exilió en 1939. Pero ya muchos años antes la familia había quedado desestructurada y el hijo (Sánchez-Silva) apenas convivió con su padre; en algunos momentos fue prácticamente un niño vagabundo. Ingresó en instituciones para huérfanos y niños en situación precaria como la madrileña Escuela del Pardo (dependiente del Ayuntamiento de Madrid). En esas instituciones para menores aprendió mecanografía y taquigrafía, con lo que consiguió un cargo de taquígrafo en el Ayuntamiento de Madrid. En 1934 publicó su primer libro El hombre de la bufanda. 
Durante la Guerra Civil permaneció en zona republicana, en Madrid, colaborando con las actividades de la Falange clandestina hasta el mismo momento de la entrada de las tropas franquistas en la ciudad. En 1939 comenzó a trabajar como periodista en el diario Arriba, donde llegó a subdirector, y además colaboró con el diario Pueblo.
José María Sánchez Silva consiguió su fama a raíz del relato Marcelino pan y vino, que fue llevado al cine por Ladislao Vajda, y se convirtió en uno de los grandes éxitos del cine español a nivel internacional. Además del mencionado premio Andersen que recibió en 1968, obtuvo el premio nacional de literatura en 1957. Después del éxito del relato de Marcelino, volvió a retomar el personaje en Historias menores de Marcelino Pan y Vino y Aventuras en el cielo de Marcelino Pan y Vino. Además escribió ¡Adiós, Josefina! y Ladis un gran pequeño, que tuvo sus secuelas en Cosas de ratones y conejos.
Junto con José Luis Sáenz de Heredia, fue autor del guion de la película Franco, ese hombre, una biografía en la que colaboró el mismo biografiado y que contó con el beneplácito de éste. Un año después, en 1965, junto a Rafael García Serrano, elaboró el del documental Morir en España, dirigido por Mariano Ozores.

## Obras
- El hombre de la bufanda (1934)
- La otra música (1941)
- No es tan fácil (1943)
- La ciudad se aleja (1946)
- Un paleto en Londres. La vuelta al mundo y otros viajes (1952)
- Marcelino Pan y Vino (1953)
- Primavera de papel (1953)
- Historias de mi calle (1954)
- Quince o veinte sombras (1955)
- Fábula de la burrita Non (1956)
- El hereje (1956)
- Tres novelas y pico (1958)
- Adiós, Josefina (1962)
- Colasín y Colasón (1963)
- Pesinoe y gente de tierra (1964)
- Adán y el señor Dios (1967)
- Ladis, un gran pequeño (1968)
- El chihuahua que mordió a Hernán Cortés (1981)
- Cosa de ratones y conejos (1981)
- El gran viaje de Marcelino (1982)

## Obras adaptadas a otros medios
- Marcelino pan y vino (Ladislao Vajda, 1954).
- El hereje (Francisco de Borja Moro, 1958).
- La Ballena Josefina (serie de televisión de anime de 1979).
- Marcelino, pan y vino (Luigi Comencini, 1991).
- Rayito de luz (telenovela de 2000-2001).
- Marcelino pan y vino (serie animada de 2001).
- Marcelino pan y vino (José Luis Gutiérrez Arias, 2010).
- Amor Perfecto (telenovela brasileña) (Duca Rachid y Julio Fischer, 2022).

## Premios
Medallas del Círculo de Escritores Cinematográficos
| Año  | Categoría   | Película              | Resultado |
| ---- | ----------- | --------------------- | --------- |
| 1955 | Mejor guion | Marcelino, pan y vino | Ganador   |

- 1968: Premio Hans Christian Andersen.